# Odalisque à la culotte rouge (Matisse, 1924-1925)
 (mai 2023).
Odalisque à la culotte rouge est un tableau réalisé en 1924-1925 par le peintre français Henri Matisse. Cette huile sur toile de la série des Odalisques représente une odalisque en culotte rouge couchée dans un décor constitué de tissus colorés aux motifs variés. Partie de la collection Jean Walter et Paul Guillaume, l'œuvre est conservée au musée de l'Orangerie, à Paris.